# ساکرامنتو کینگز
ساکرامنتو کینگز، به (انگلیسی Sacramento Kings) یکی از تیم‌های حاضر اتحادیه ملی بسکتبال آمریکا است و مقر آن در ساکرامنتو ایالت کالیفرنیا قرار دارد.

## نگارخانه

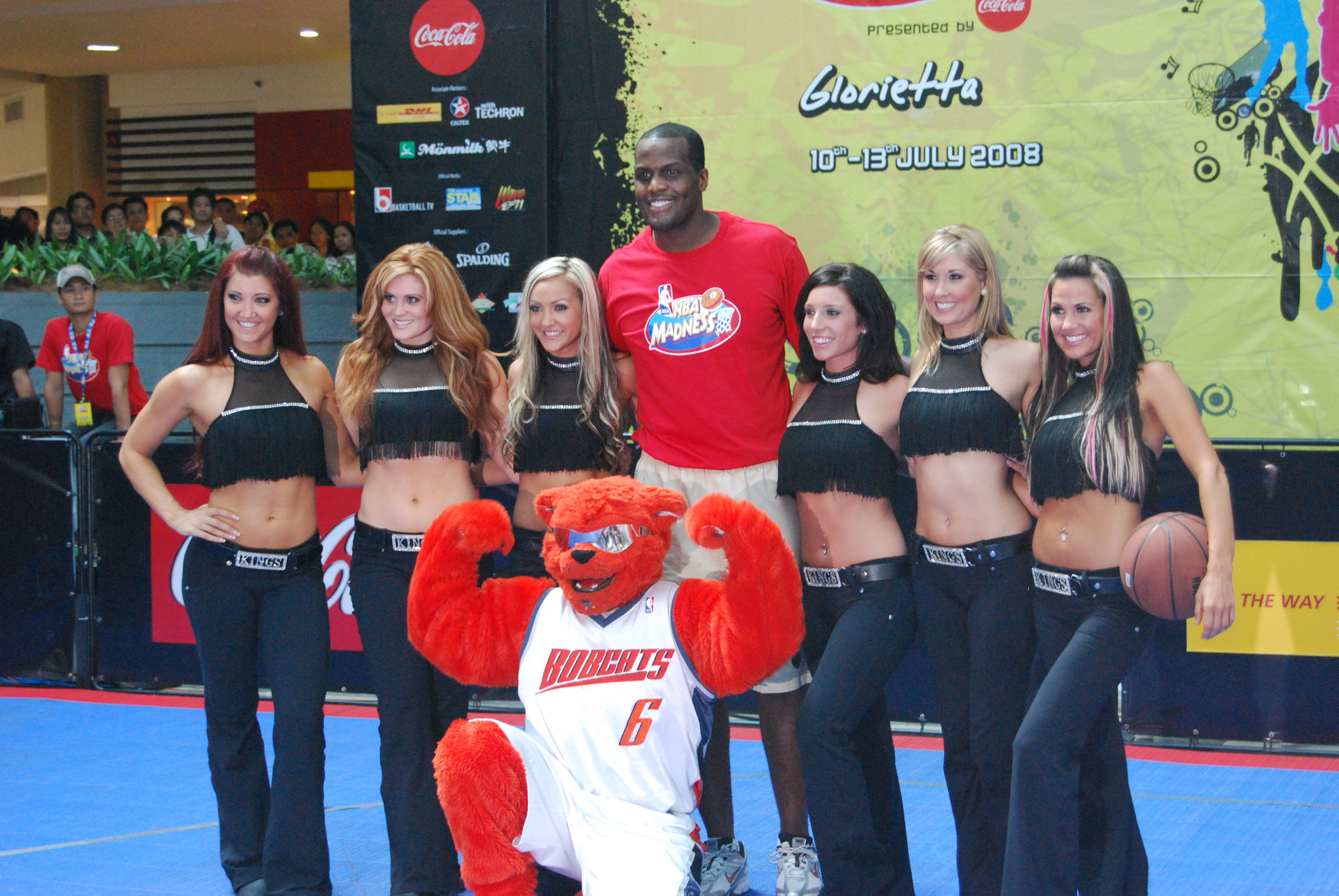
چیرلیدرهای این تیم و ملک رز
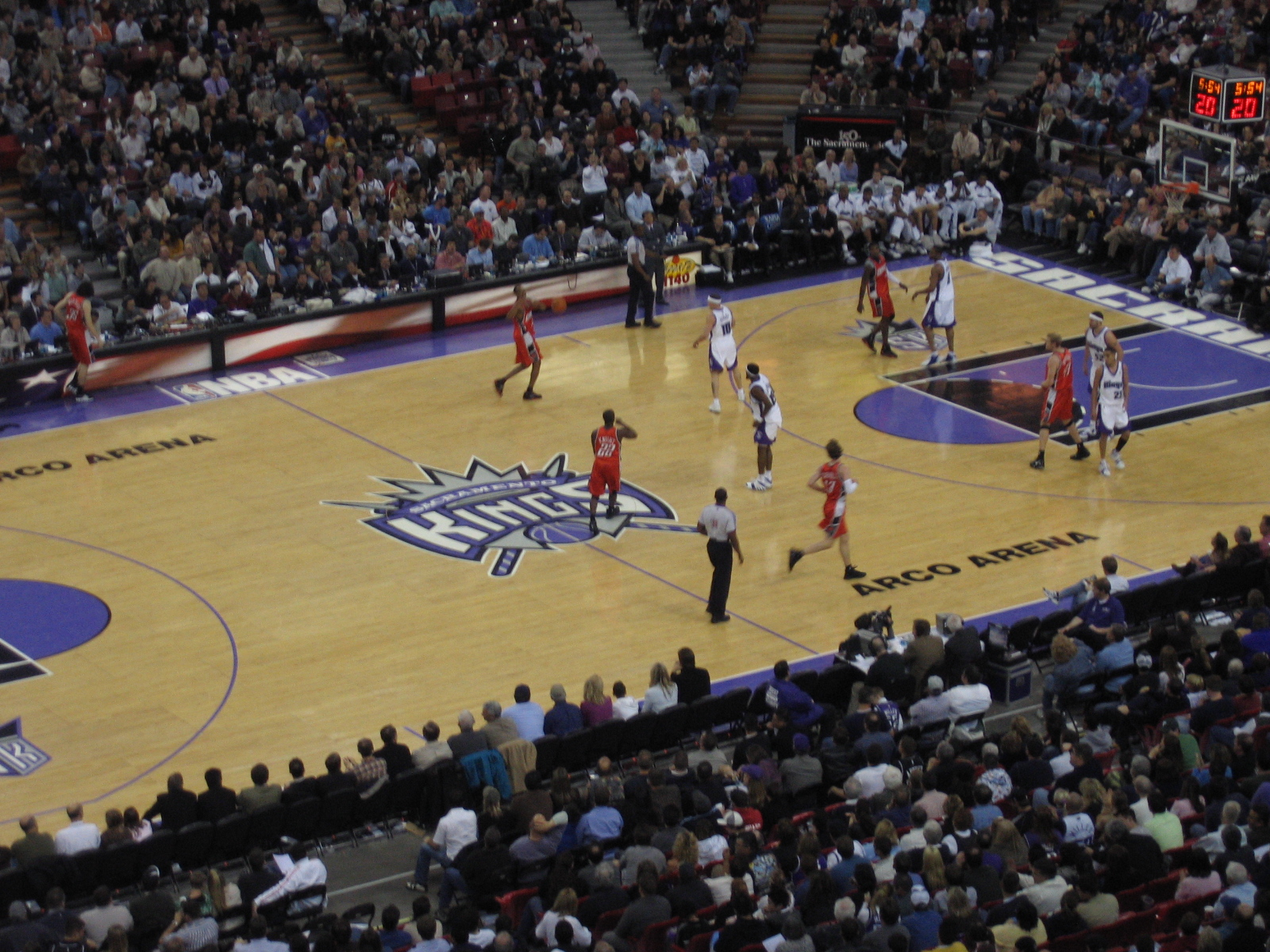
در ورزشگاه آرکو
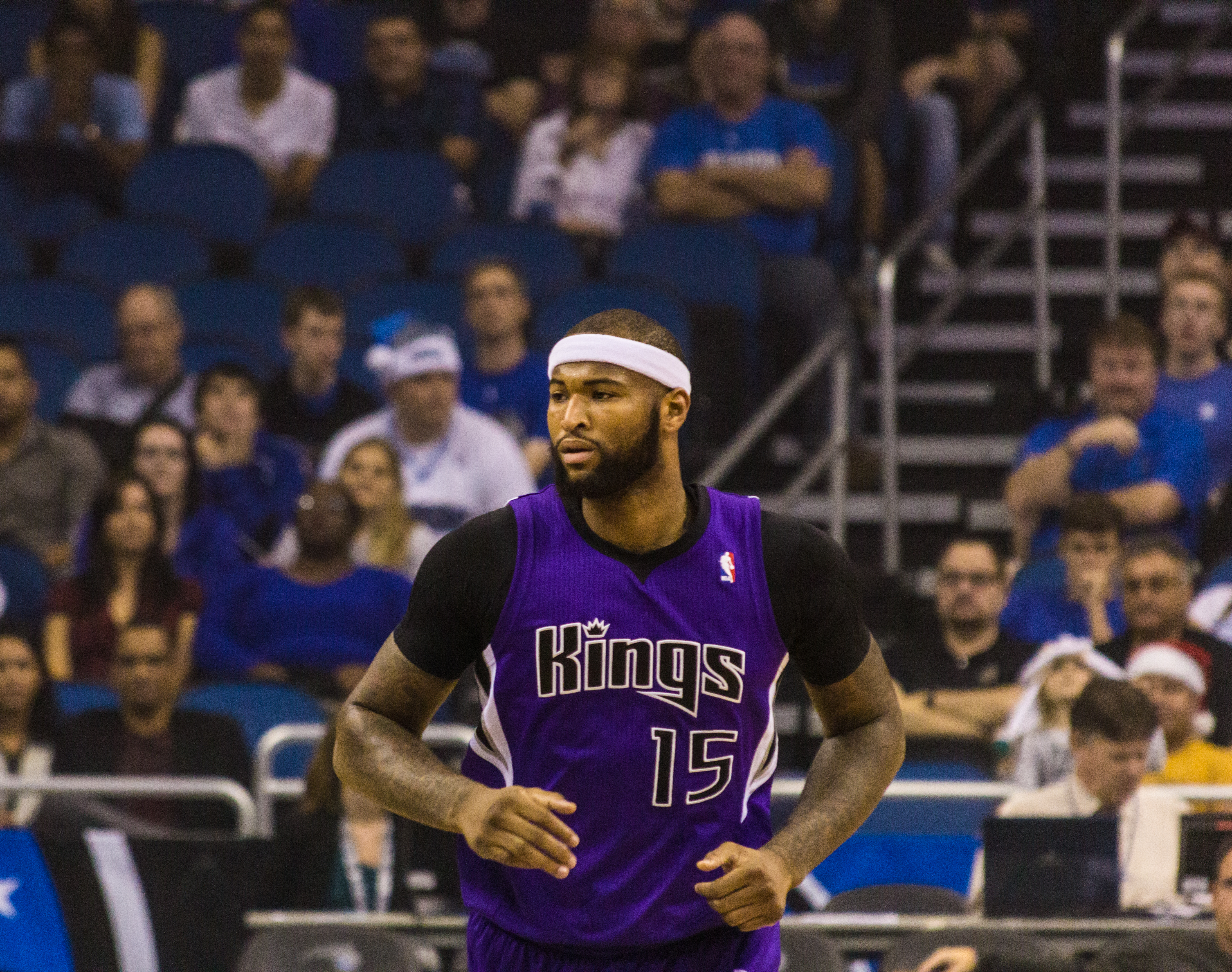
دمارکوس کازینز، ستاره این تیم

## وبگاه رسمی
- Sacramento Kings